# المنتخب السعودي لكرة السلة للسيدات
يمثل المنتخب السعودي لكرة السلة للسيدات السعودية في البطولات الدولية والمباريات الودية. التي يديرها الاتحاد السعودي لكرة السلة .
المملكة العربية السعودية قدمت عناوين الصحف الدولية بعد أن أرسلت فريقا إلى الألعاب الأولمبية الصيفية العالمية 2019 حيث فاز فريقه بالميدالية الذهبية.

- منتخب السعودية الوطني لكرة السلة للرجال
- منتخب السعودية الوطني لكرة السلة للسيدات تحت 19 سنة
- منتخب السعودية الوطني لكرة السلة للسيدات تحت 17 سنة
- فريق 3x3 الوطني للسيدات في المملكة العربية السعودية

## وصلات خارجية
- السجلات المؤرشفة مشاركات فريق المملكة العربية السعودية
- الاتحاد السعودي لكرة السلة على Instagram